# Vučevica
Vučevica je vesnice v Chorvatsku ve Splitsko-dalmatské župě. Je součástí opčiny Klis, od jejíhož stejnojmenného střediska se nachází asi 17 km severozápadně. V roce 2011 zde trvale žilo 56 obyvatel. Nejvíce obyvatel (564) zde žilo v roce 1931.

## Geografie
Vučevica se dělí na osady Bilići, Boljati, Brčići, Kekove Kuće, Kroline Kuće, Kotarac, Njive, Orošnjaci, Orošnjakove Staje, Podgradine, Vlaka, Vukave a Zoke. Kolem Vučevice se nacházejí hory Gradina (356 m), Paklenica (526 m), Pleće (492 m), Jarebinjak (590 m) a Komarkovača (523 m). Rovněž se zde nachází jeskyně Jarebinjka, kostel sv. Antonína Paduánského, malý hřbitov, škola a několik apartmánů.
Blízko vesnice prochází dálnice A1. Je zde exit 24a, který je po Vučevici pojmenován.

## Sousední sídla
| Růžice kompasu | Lećevica | Korušce, Dugobabe | Veliki Bročanac | Růžice kompasu |
| Růžice kompasu | Radošić  | Sever             | Blaca           | Růžice kompasu |
| Růžice kompasu | Radošić  | Vučevica          | Blaca           | Růžice kompasu |
| Růžice kompasu | Radošić  | Jih               | Blaca           | Růžice kompasu |
| Růžice kompasu | Kaštela  |                   |                 | Růžice kompasu |